# I-League 2023-2024
L'I-League 2023-2024 (nota come Hero I-League per motivi di sponsorizzazione) è la diciassettesima edizione della I-League, il campionato professionistico indiano di calcio per club.

## Novità
Le retrocesse Kenkre e Sudeva Delhi sono state sostituite da Delhi e Shillong Lajong, squadre promosse nella precedente edizione di I-League 2nd Division. L'AIFF ha accettato cinque offerte per l'ingresso diretto in I-League, Inter Kashi e Namdhari si sono aggiunte al roster di squadre partecipanti mentre Bunkerhill Pvt Ltd (Ambala) ha ritirato la sua offerta dopo aver firmato una partecipazione di maggioranza nel Mohammedan e Nimida (Bengaluru) e Concatenate (Delhi) finora non sono state in grado di soddisfare le condizioni dell'offerta. I giocatori stranieri tesserati sono stati ridotti a cinque in rosa e tre in formazione titolare. Anche la quota obbligatoria per un giocatore asiatico è stata rimossa. Sedici squadre saranno probabilmente divise in due conference, con le prime 4 squadre di ciascuna qualificazione per i playoff e le ultime quattro in lotta per evitare la retrocessione. L'Inter Kashi, che giocherà la maggior parte delle partite allo stadio sportivo Dr. Sampurnanand da 10.000 posti di Varanasi, si è unita al campionato.

## Squadre partecipanti

### Allenatori
| Squadra            | Allenatore           | Vice-allenatore    |
| ------------------ | -------------------- | ------------------ |
| Aizawl             | Erol Akbay           | Lalruatliana Sailo |
| Churchill Brothers | Edgardo Malvestiti   | Mario Soares       |
| Delhi              | Yan Law              | Israil Gurung      |
| Gokulam Kerala     | Domingo Oramas       | Cristian Rodriguez |
| Inter Kashi        | Carlos Santamarina   | Arata Izumi        |
| Mohammedan         | Andrey Chernyshov    | Saheed Ramon       |
| Namdhari           | Francesc Bonet       |                    |
| NEROCA             | Khogen Singh         | Gyan Moyon         |
| Rajasthan United   | Pushpendra Kundu     | Prashant J Singh   |
| Real Kashmir       | Gifton Noel-Williams | Harshad Meher      |
| Shillong Lajong    | Bobby Nongbet        |                    |
| Sreenidi Deccan    | Carlos Vaz Pinto     | Birendra Thapa     |
| TRAU               | Nandakumar Singh     | K. Surmani         |

## Giocatori stranieri
| Squadra            | Giocatore 1      | Giocatore 2              | Giocatore 3           | Giocatore 4      | Giocatore 5        | Giocatore 6             |
| ------------------ | ---------------- | ------------------------ | --------------------- | ---------------- | ------------------ | ----------------------- |
| Aizawl             | Gustavo Silva    | Rafał Zaborowski         | Ivan Marić            |                  |                    |                         |
| Churchill Brothers | Martín Cháves    | Emiliano Callegari Torre | Ricardo Dichiara      | Chika Ajulu      | Ogana Louis        | Meysam Shahmakvandzadeh |
| Delhi              | Alaaeldin Nasr   | Sérgio Barboza           | Pape Gassama          | Aroldinho        | Hudson Jesus       |                         |
| Gokulam Kerala     | Aminou Bouba     | Álex Sánchez             | Nili                  | Edu Bedia        | Emmanuel Justine   | Komron Tursunov         |
| Inter Kashi        | Peter Hartley    | Jordan Lamela            | Fran Gómez            | Julen Pérez      | Mario Barco        |                         |
| Mohammedan         | Alexis Gómez     | Joseph Adjei             | Prince Opoku Agyemang | Eddie Hernández  |                    | Mirjalol Kasimov        |
| Namdhari           | Imanol Arana     | Stephen Acquah           | Olmes García          |                  |                    |                         |
| NEROCA             | David Simbo      | Bogdan Gavrilă           | Marius Leca           | Fabian Reid      |                    | Haidar Awada            |
| Rajasthan United   | Dário Júnior     | Jefferson Oliveira       | Paulo Vyctor          | Mark Harrison Jr | Richardson Denzell | Ibrahim Moro            |
| Real Kashmir       | Gnohere Krizo    | Mohamad Maksoud          | Carlos Lomba          | Shaher Shaheen   |                    |                         |
| Shillong Lajong    | Abdou Karim Samb | Renan Paulino            | Daniel Gonçalves      |                  |                    | Takuto Miki             |
| Sreenidi Deccan    | Juan Castañeda   | Eli Sabiá                | Willian               | Ibrahim Sissoko  | Rilwan Hassan      | Faysal Shayesteh        |
| TRAU               | Thawan Marcos    | Willian Reis             | Gerard Williams       | Abraham Okyere   | Ibrahima Baldé     |                         |

## Classifica
|  | Pos. | Squadra            | Pt | G  | V  | N | P  | GF | GS | DR  |
|  | ---- | ------------------ | -- | -- | -- | - | -- | -- | -- | --- |
|  | 1.   | Mohammedan         | 52 | 24 | 15 | 7 | 2  | 44 | 22 | +22 |
|  | 2.   | Sreenidi Deccan    | 48 | 24 | 14 | 6 | 4  | 54 | 26 | +28 |
|  | 3.   | Gokulam Kerala     | 42 | 23 | 12 | 6 | 6  | 55 | 34 | +21 |
|  | 4.   | Inter Kashi        | 41 | 24 | 11 | 8 | 5  | 47 | 41 | +6  |
|  | 5.   | Real Kashmir       | 40 | 24 | 11 | 7 | 6  | 36 | 19 | +17 |
|  | 6.   | Delhi              | 35 | 24 | 11 | 2 | 11 | 44 | 40 | +4  |
|  | 7.   | Churchill Brothers | 33 | 24 | 9  | 6 | 9  | 40 | 31 | +9  |
|  | 8.   | Shillong Lajong    | 31 | 24 | 8  | 7 | 9  | 36 | 37 | -1  |
|  | 9.   | Namdhari           | 27 | 23 | 7  | 6 | 10 | 28 | 38 | -10 |
|  | 10.  | Aizawl             | 25 | 22 | 6  | 7 | 9  | 36 | 35 | +1  |
|  | 11.  | Rajasthan Utd      | 25 | 24 | 6  | 7 | 11 | 40 | 60 | -20 |
|  | 12.  | NEROCA             | 14 | 23 | 4  | 2 | 17 | 26 | 61 | -35 |
|  | 13.  | TRAU               | 10 | 22 | 3  | 1 | 18 | 24 | 63 | -39 |

Legenda:

      Campione I-League e promossa alla Super League 2024-2025.
      Retrocessa in I-League 2nd Division.

## Statistiche

### Classifica in divenire
|                    | 1ª | 2ª | 3ª | 4ª | 5ª | 6ª | 7ª | 8ª | 9ª | 10ª | 11ª | 12ª | 13ª | 14ª | 15ª | 16ª | 17ª | 18ª | 19ª | 20ª | 21ª | 22ª | 23ª | 24ª | 25ª | 26ª |
| ------------------ | -- | -- | -- | -- | -- | -- | -- | -- | -- | --- | --- | --- | --- | --- | --- | --- | --- | --- | --- | --- | --- | --- | --- | --- | --- | --- |
| Aizawl             | 0  | 3  | 6  | 9  | 9  | 12 | 13 | 14 | 17 | 20  | 21  | 22  | 23  | 23  | 23  | 24  | 24  | 24  | 24  | 24  | 24  | 24  | 25  | 25  | 0   | 0   |
| Churchill Brothers | 1  | 1  | 4  | 4  | 4  | 7  | 8  | 8  | 8  | 11  | 12  | 12  | 12  | 13  | 13  | 14  | 17  | 20  | 23  | 23  | 23  | 24  | 27  | 30  | 30  | 33  |
| Delhi              | 1  | 4  | 4  | 4  | 7  | 7  | 7  | 10 | 13 | 13  | 13  | 16  | 16  | 19  | 19  | 22  | 22  | 22  | 22  | 22  | 23  | 26  | 29  | 32  | 32  | 35  |
| Gokulam Kerala     | 1  | 4  | 7  | 10 | 10 | 10 | 11 | 12 | 13 | 13  | 14  | 17  | 20  | 23  | 26  | 32  | 32  | 32  | 33  | 36  | 36  | 36  | 36  | 39  | 42  | 0   |
| Inter Kashi        | 1  | 1  | 4  | 4  | 7  | 7  | 7  | 10 | 11 | 11  | 14  | 15  | 18  | 18  | 19  | 22  | 23  | 26  | 27  | 30  | 33  | 36  | 39  | 40  | 41  | 41  |
| Mohammedan         | 3  | 4  | 7  | 10 | 13 | 16 | 16 | 19 | 20 | 23  | 24  | 27  | 27  | 30  | 31  | 31  | 34  | 35  | 38  | 41  | 44  | 47  | 48  | 49  | 52  | 52  |
| Namdhari           | 1  | 1  | 1  | 4  | 4  | 4  | 4  | 5  | 5  | 5   | 8   | 8   | 9   | 12  | 12  | 12  | 15  | 18  | 19  | 19  | 20  | 23  | 24  | 24  | 27  | 0   |
| NEROCA             | 0  | 0  | 1  | 1  | 4  | 4  | 7  | 7  | 7  | 7   | 7   | 7   | 7   | 7   | 7   | 7   | 7   | 10  | 10  | 10  | 10  | 13  | 13  | 14  | 14  | 0   |
| Rajasthan United   | 0  | 0  | 0  | 3  | 3  | 3  | 4  | 5  | 6  | 6   | 9   | 12  | 15  | 15  | 15  | 16  | 17  | 18  | 18  | 19  | 22  | 25  | 25  | 25  | 25  | 25  |
| Real Kashmir       | 3  | 6  | 6  | 6  | 6  | 9  | 12 | 13 | 14 | 17  | 20  | 20  | 23  | 23  | 23  | 26  | 27  | 30  | 33  | 34  | 35  | 36  | 37  | 40  | 40  | 40  |
| Shillong Lajong    | 0  | 1  | 2  | 3  | 6  | 9  | 12 | 13 | 16 | 16  | 16  | 19  | 19  | 19  | 22  | 25  | 26  | 26  | 29  | 30  | 31  | 31  | 31  | 31  | 31  | 31  |
| Sreenidi Deccan    | 3  | 6  | 6  | 7  | 10 | 13 | 16 | 16 | 17 | 20  | 20  | 20  | 23  | 26  | 29  | 32  | 33  | 33  | 36  | 36  | 39  | 40  | 43  | 44  | 45  | 48  |
| TRAU               | 1  | 1  | 1  | 1  | 1  | 1  | 1  | 1  | 1  | 4   | 4   | 4   | 7   | 7   | 7   | 7   | 7   | 7   | 7   | 7   | 7   | 7   | 10  | 10  | 0   | 0   |